# رومان سوروكين
رومان سوروكين (بالروسية: Сорокин, Роман Андреевич)‏ (17 مايو 1985 بسانت بطرسبرغ في روسيا - ) هو لاعب كرة قدم روسي في مركز الوسط. لعب مع نادي بلشينا بوبرويسك ونادي فيتيبسك ونادي نافتان نوفوبولوتسك وFC Zenit-2 Saint Petersburg ‏ وساتورن-2 لمنطقة موسكو ‏.

## وصلات خارجية
- رومان سوروكين على موقع قاعدة بيانات كرة القدم.إي يو (الإنجليزية)
- رومان سوروكين على موقع Soccerway.com (الإنجليزية)